# Стивенсвил (Мериленд)
Стивенсвил (енгл. Stevensville) насељено је место без административног статуса у америчкој савезној држави Мериленд.

## Демографија
По попису из 2010. године број становника је 6.803, што је 923 (15,7%) становника више него 2000. године.
| Група             | 2000.         | 2010.         |
| Белци             | 5.496 (93,5%) | 6.260 (92,0%) |
| Афроамериканци    | 153 (2,6%)    | 158 (2,3%)    |
| Азијати           | 67 (1,1%)     | 99 (1,5%)     |
| Хиспаноамериканци | 60 (1,0%)     | 180 (2,6%)    |
| Укупно            | 5.880         | 6.803         |